# Casco (embarcación)
Se denomina casco a una embarcación filipina de fondo plano rectangular, costados perpendiculares a él y extremidades también planas e inclinadas con muchos salientes sobre el agua. 
El casco lleva fuertes batangas amadrinadas a los costados que favorecen la flotación y sirven de corredores. Carece de cubierta que se suple por medio de tapancos. Tiene uno o dos palos con velas de estera al tercio, botalón para foque sujeto con gambotas y brazales algo adornados y un timón de colosales dimensiones. 
Se destina a la carga y descarga y mide de 12 a 14 metros de largo por 3 de ancho y cúbica unas 50 toneladas. En los ríos y puertos de poco fondo navega a la sirga o a impulso del tiquín. 